# Jesús Peláez
Jesús Peláez Miranda (Mala,20 de junio de 1940 - 18 de enero de 2020) fue un futbolista peruano que se inició en el Club Centro Iqueño, debutando en la profesional en 1960, luego pasó a las filas del club Sporting Cristal en 1963 donde dio el salto hacia la selección peruana y al extranjero. Jugó también fútbol en México, Estados Unidos y Canadá.

## Trayectoria
Fue parte de las canteras del Centro Iqueño y en 1960 debutó en el primer equipo jugando con destacados futbolistas como Alejandro Zevallos, Jorge 'Gato' Vásquez y Juan Biselach. En 1962 ganó el Campeonato Relámpago donde acabó como goleador del torneo. 
El 4 de febrero de 1963 refuerza al Sporting Cristal contra Botafogo a pedido del DT. Didí junto a sus compañeros Jorge 'Gato' Vásquez y Félix Escobar, empatando 1-1, el 7 firma por el cuadro bajopontino y esa noche juega el amistoso ante River Plate donde caen 4-2; a fin de año obtuvo el subcampeonato bajo la DT. de Didí. En 1964 sería titular en los partidos amistosos ante Barcelona de España y Dinamo de Moscú, bajo a conducción técnica de Alberto Terry. Jugaría en el cuadro rimense hasta 1965. 
En 1966 emigra al fútbol mexicano para jugar en el cuadro porteño del Veracruz por recomendación de Didí que había regresado a jugar y lo había dirigido años antes en el cuadro rimense. También jugó en Canadá y USA.
Finalizó su carrera jugando en el Porvenir Miraflores en 1972 y 1973.
En los 80s fue DT. de Tejidos La Unión.

## Selección Peruana
Participó en el Campeonato Sudamericano 1963 de Bolivia. 
Participó con la Selección Peruana en 1965 en las eliminatorias al Mundial de Inglaterra 1966.

## Clubes
| Club                | País   | Año         |
| ------------------- | ------ | ----------- |
| Centro Iqueño       | Perú   | 1960 - 1962 |
| Sporting Cristal    | Perú   | 1963 - 1965 |
| Veracruz            | México | 1966 - 1972 |
| Porvenir Miraflores | Perú   | 1972 - 1973 |